# 4024 Ronan
4024 Ronan este un asteroid din centura principală, descoperit pe 24 noiembrie 1981 de Edward Bowell.